# Live at Hammersmith (The Darkness)
Live at Hammersmith è un album dal vivo del gruppo hard rock britannico The Darkness. L'album è stato pubblicato il 15 giugno 2018 ed è il primo album dal vivo pubblicato dalla band.

## Contesto
L'album e l'elenco dei brani sono stati annunciati il 25 aprile 2018. L'album è una registrazione dal vivo della setlist completa dell'esibizione della band all'Eventim Apollo a Londra nel dicembre 2017, con masterizzazione effettuata dal membro della band Dan Hawkins. Le persone che hanno prenotato l'album hanno immediatamente ricevuto i singoli promozionali "Buccaneers of Hispaniola" e "I Believe in a Thing Called Love". Fu pubblicato il 15 giugno dello stesso anno su CD, vinile e musicassetta.

## Tracce
L'elenco delle tracce:
1. Open Fire – 4:02
2. Love is Only a Feeling – 4:16
3. Southern Trains – 3:23
4. Black Shuck – 3:50
5. One Way Ticket – 4:32
6. Givin' Up – 3:43
7. All the Pretty Girls – 3:16
8. Barbarian – 4:18
9. Buccaneers of Hispaniola – 4:02
10. Friday Night – 2:58
11. Makin' Out – 3:38
12. Every Inch of You – 3:19
13. Solid Gold – 4:39
14. Stuck in a Rut – 4:32
15. Get Your Hands off My Woman – 3:45
16. Growing on Me – 3:56
17. Japanese Prisoner of Love – 4:32
18. Christmas Time (Don't Let the Bells End) – 4:51
19. I Believe in a Thing Called Love – 4:18

## Formazione
- Justin Hawkins - voce, chitarra, piano
- Dan Hawkins - chitarre, voce di accompagnamento
- Frankie Poullain - basso, voce di accompagnamento
- Rufus Tiger Taylor - batteria, voce di supporto